# Schloss Hattenbach
Koordinaten: 50° 48′ 21″ N, 9° 33′ 42″ O

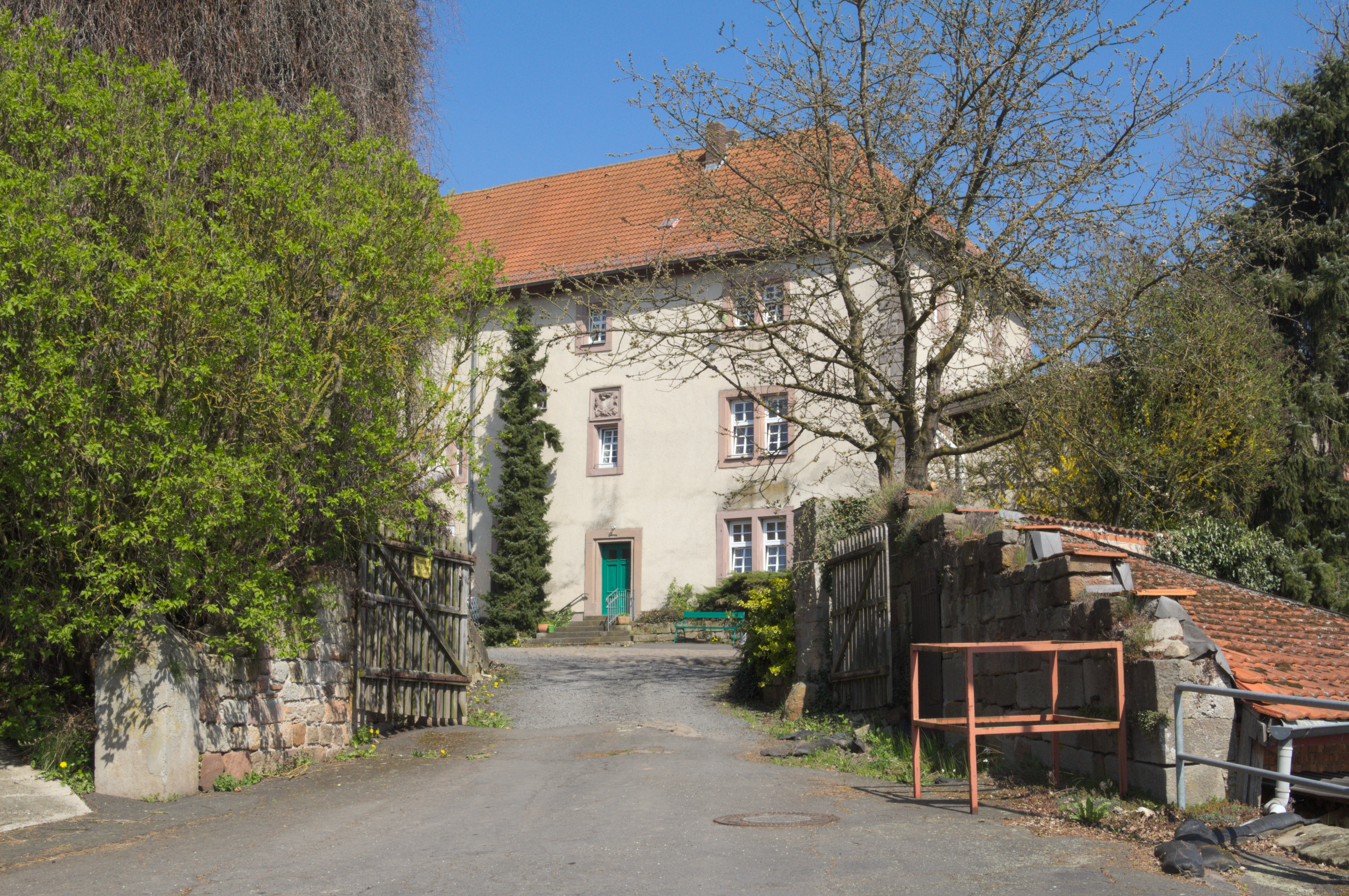
Eingang zum Gutshof mit Blick auf das Schloss

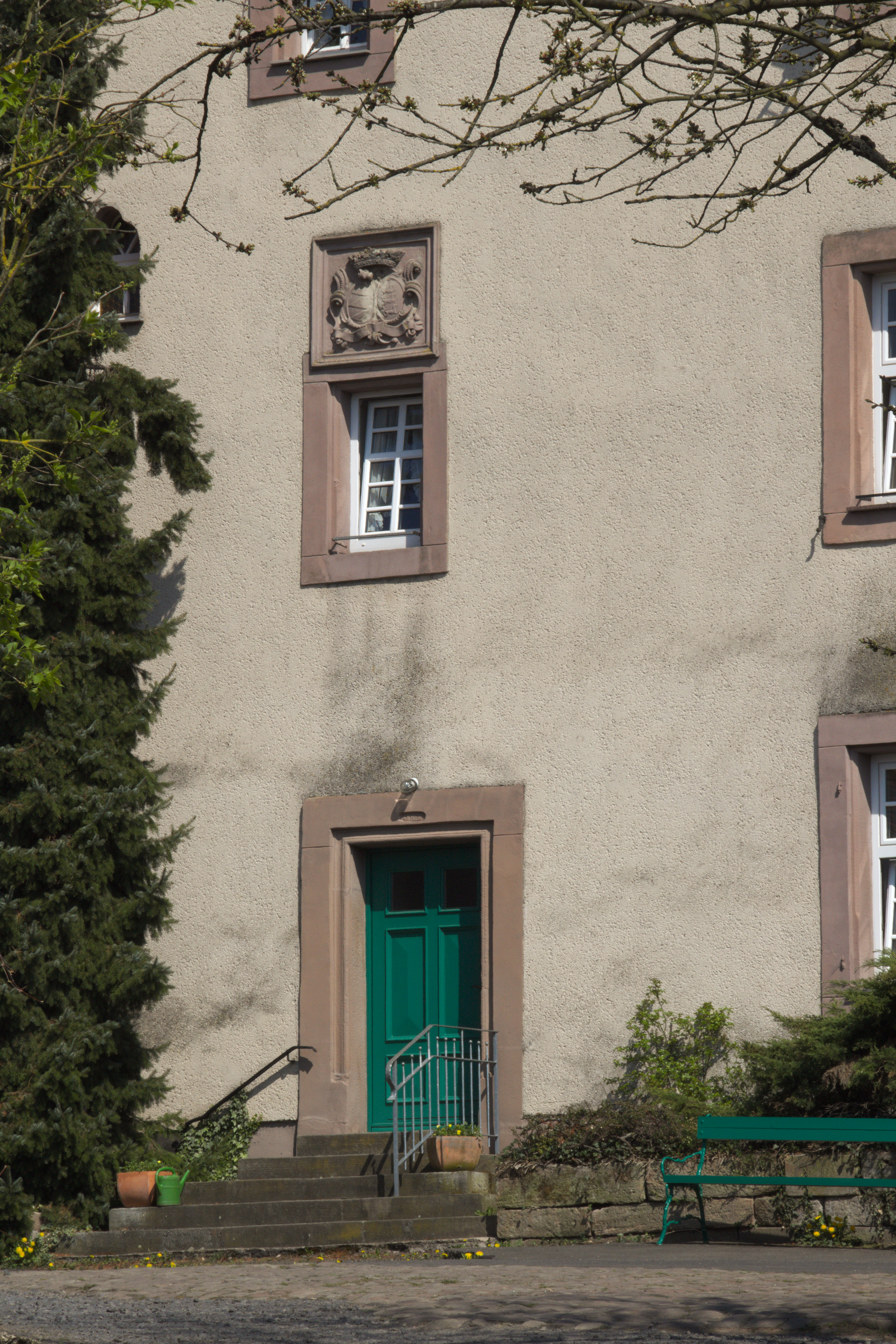
Allianzwappen über dem Fenster im ersten Stock

Das Schloss Hattenbach ist ein heute als Wohnhaus genutzter ehemaliger Adelssitz in Hattenbach, einem Ortsteil von Niederaula, 13 km südwestlich von Bad Hersfeld im Landkreis Hersfeld-Rotenburg in Nordhessen. Es befindet sich innerhalb eines Gutshofes unweit nordöstlich der Dorfkirche am nordöstlichen Ende der Straße Schlossberg.

## Geschichte
Ein im Jahre 1235 erstmals erwähntes und 1626 erloschenes örtliches Adelsgeschlecht errichtete auf einem nach Südwesten gerichteten Sporn über dem Dorf eine spätromanische Burg. Nach einer 25-jährigen Belehnung durch die Landgrafschaft Hessen-Kassel an Siegmund von Peterswald, landgräflicher Rat und Amtmann in Hersfeld, Friedewald und Vacha, kaufte Landgraf Wilhelm VI. die Burg und das Dorf 1651 nach Peterswalds Tod zurück.
1654 bestellte Wilhelm VI. seinen Vetter Ernst Reinhard zum Kammerjunker und verlieh ihm den vakanten Adelstitel der Herren von Hattenbach. 1664 belehnte er ihn mit Burg und Dorf Hattenbach nebst erheblichem Zubehör an Gütern in und um Frielingen. Ernst von Hattenbach (auch Ernst Reinhard von Hattenbach) ließ sich bis 1672 (laut Datum über dem Portal) unter Einbeziehung der Reste der ehemaligen Burg ein dreigeschossiges Herrenhaus erbauen. Sein Sohn Carl von Hattenbach († 1739), der im Hessen-Kasseler Militärdienst zum Generalleutnant und Gouverneur von Kassel und zuletzt von Ziegenhain aufstieg, erweiterte den Bau in den Jahren 1713–1715 und ließ dabei auch eine Orangerie anbauen. Dieses zweite Adelsgeschlecht derer von Hattenbach erlosch im Mannesstamm mit Ernsts Enkel Johann Moritz von Hattenbach im Jahre 1786.
Danach wechselten die Besitzer mehrfach. Um 1840 erwarb Eduard von Biedenfeld das Gut und Schloss, aber bereits am 25. September 1854 verkaufte seine Witwe Gut und Schloss an den Hessen-Kasseler Staatsminister a. D. Georg Ferdinand von Lepel (1779–1873), der es seinem Sohn Carl (1821–1901) übergab. Auf diesen folgte der Enkel Emil (1872–1941), der 1892 an seinen Schwager Robert Patry (1868–1924) verkaufte. Dessen Nachkommen sind bis heute im Besitz des Guts.

## Die Anlage
Das Gebäude in seiner 1715 entstandenen heutigen Form ist ein schlichtes, dreistöckiges, massives, weiß verputztes Herrenhaus mit Eckbuckelquadern und Walmdach. Im Westen sind die Reste des viereckigen Wohnturms der früheren Burg in den Bau integriert. Es ist etwa 24 m lang und 8 m breit und befindet sich an der Nordostseite einer vierseitig bebauten und noch immer landwirtschaftlich genutzten Hofanlage. Nordwestlich schließt sich ein kleiner Park an, entlang dessen Südostseite eine Lindenallee zum Gutshof führt. Im einfachen Eingangsbereich ist im Sandsteinportal die Jahreszahl 1672 eingearbeitet; über dem Fenster im ersten Stock befindet sich ein gekröntes Allianzwappen.
Eine Besichtigung der in Privatbesitz befindlichen Anlage ist nicht möglich.